# Kemerovo
Kemerovo (Russisch: Ке́мерово) is een stad in Siberisch Rusland, hoofdstad van de gelijknamige oblast, gelegen bij de samenvloeiing van de rivieren Tom en Iskitimka. Tot 1932 heette de stad Sjtsjeglovsk.
De stad ligt 3500 kilometer ten oosten van Moskou en heeft door haar ligging een landklimaat. De gemiddelde temperatuur varieert van -18°C (januari) tot +20°C (juli) en er is relatief weinig neerslag, zo'n 420 mm per jaar.

## Geschiedenis
De stad Kemerovo is ontstaan uit meerdere dorpskernen. In 1701 werd op de linkeroever van de Tom de nederzetting Sjtsjeglovo gesticht. Het groeide snel uit tot een dorp. In 1859 bevonden zich op het gebied van de huidige stad 7 dorpen: Oest-Iskitimskoje, Kemerovo (eerste vermelding in 1734), Jevsejevo, Krasnyj Jar, Koer-Iskitim, Davydovo, Borovaja en Sjtsjeglovo. In 1721 werd voor het eerst steenkool gevonden in het gebied. De eerste mijnen openden in 1907, in 1916 kwam er een chemische fabriek.
De regio kreeg een extra groei-impuls door de aanleg van een spoorweg tussen Joerga en Koltsjoegino (het huidige Leninsk-Koeznetski). In 1917 was de bevolking van Sjtsjeglovo gegroeid tot zo'n 4000 mensen en in 1918 kreeg het de status van stad, waarbij het hernoemd werd tot Sjtsjeglovsk. De Nederlandse communist Sebald Rutgers kreeg tussen 1922 en 1926 na persoonlijk overleg met Lenin de leiding over de Autonome Industriële Kolonie (AIK). Hiermee moest de stad en regio onder andere met de hulp van Amerikaanse arbeiders afkomstig uit de Industrial Workers of the World tot verdere ontwikkeling worden gebracht. Voor de groeistad werden buitenlandse architecten aangetrokken; de Nederlander Han van Loghem maakte het stadsplan en tekende ook voor grote aantallen nieuwbouwwoningen. Vooral aan de overzijde van het stadscentrum, op de Krasnaja Gorka, de Rode Heuvel is door Van Loghem veel gerealiseerd waaronder opzichterswoningen, rijwoningen, een badhuis en een school. Zijn ontwerpen en keuze van bouwmaterialen waren erg onconventioneel voor Siberië maar zijn nog steeds te vinden op de heuvel.
In 1932 kreeg Kemerovo zijn huidige naam en in 1943 werd het de hoofdstad van oblast Kemerovo.
Op 25 maart 2018 brak er een brand uit in een winkel- annex uitgaanscentrum in de stad, waarbij minstens vierenzestig doden vielen.

## Economie en verkeer
De economie van Kemerovo, gelegen in het Koezbassgebied, rust vooral op de mijnbouw, andere belangrijke sectoren zijn staal-, aluminium- en chemische industrie en machinebouw.
Sinds de val van de Sovjet-Unie heeft de industrie zware klappen moeten verduren, waardoor Kemerovo tegenwoordig een hoge werkloosheid heeft.
In mei 2004 vond in Kemerovo Chimprodukt-2004 plaats, een internationale beurs voor de chemische industrie.
Kemerovo beschikt over een luchthaven (afkorting KEJ) en een netwerk van tramlijnen (sinds 1940). De stad is verbonden met het westen van Rusland door middel van een tak van de trans-Siberische spoorweg.

## Hoger onderwijs
In Kemerovo bevindt zich een aantal instellingen voor hoger onderwijs:
- Staatsuniversiteit Kemerovo
- Technische Staatsuniversiteit van het Koezbassgebied
- Medische Staatsacademie Kemerovo
- Staatshogeschool voor de Voedingsindustrie Kemerovo

## Partnersteden
- Salgótarján (Hongarije)

## Galerij

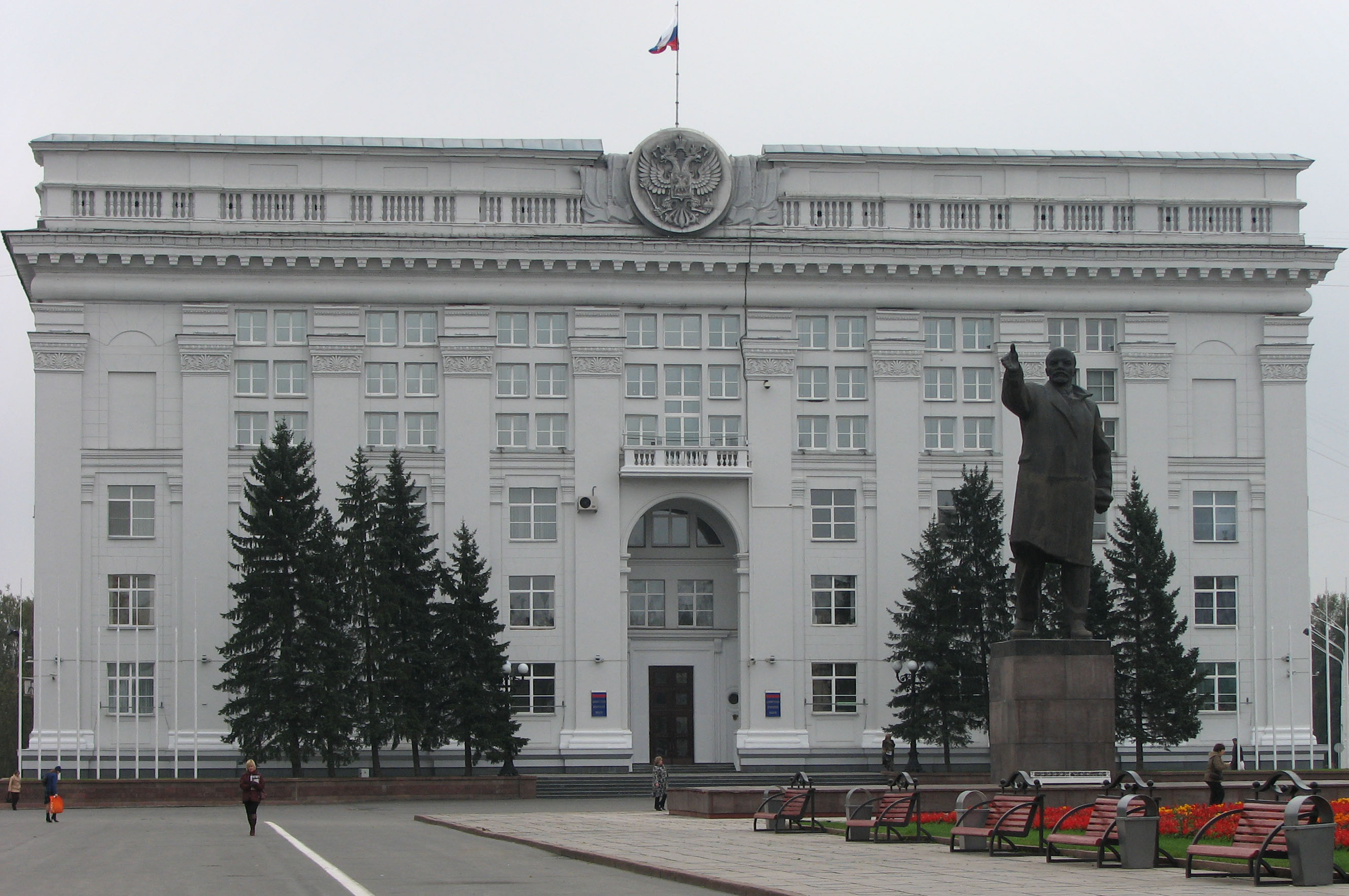
Sovjetplein
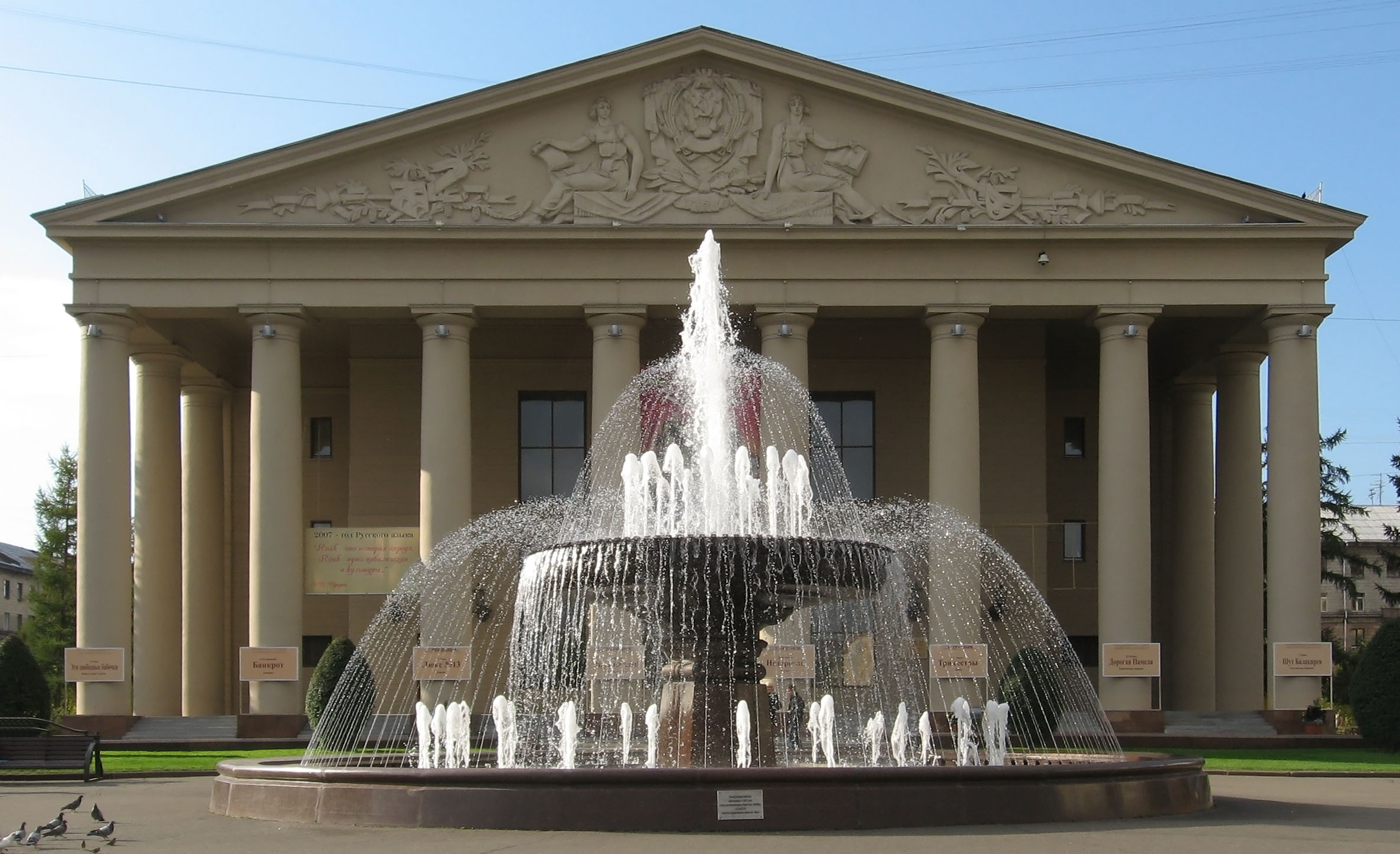
Theater
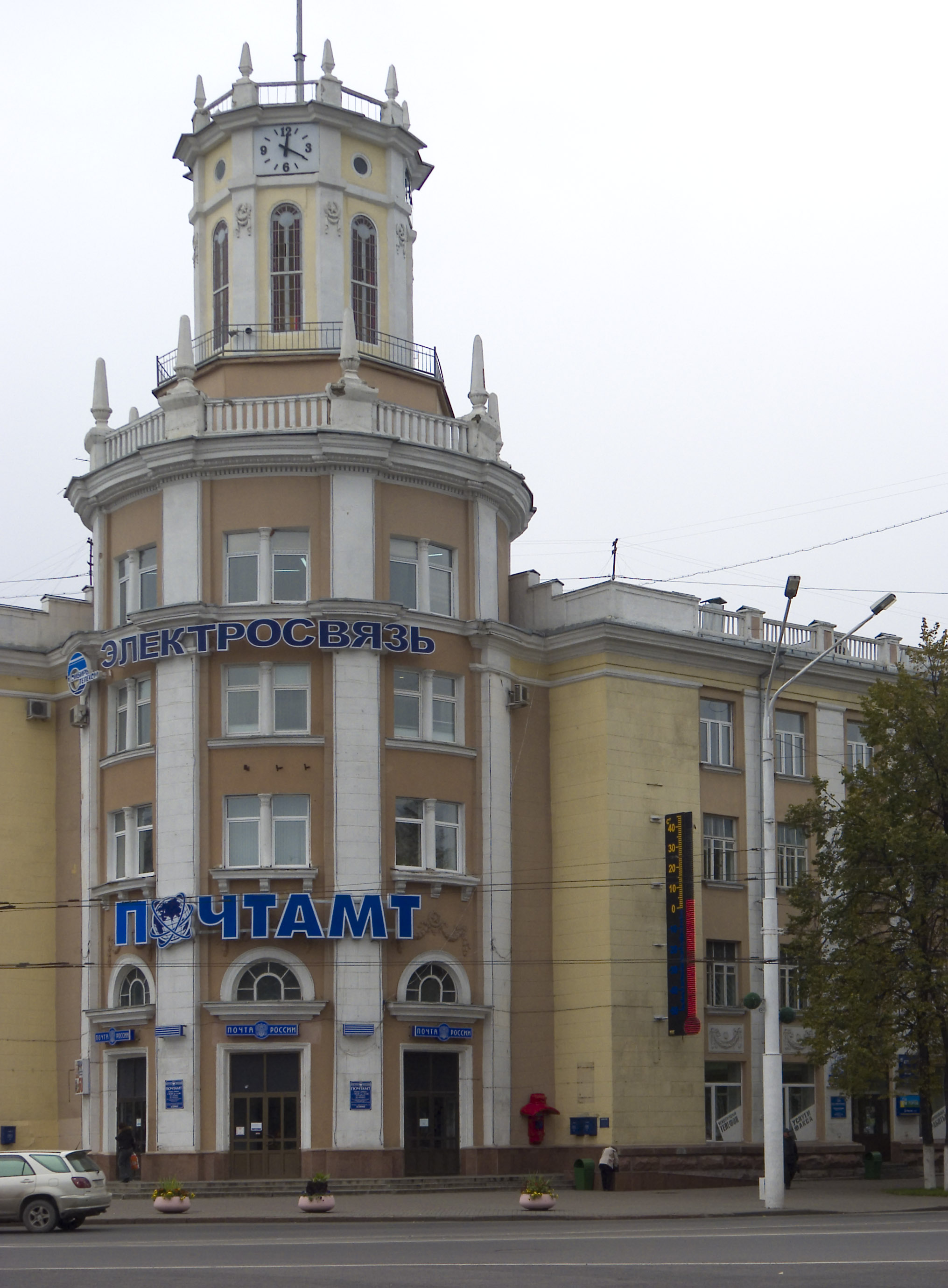
Centraal postkantoor

## Geboren in Kemerovo
- Aleksej Leonov (1934), kosmonaut, de eerste mens die een ruimtewandeling maakte
- Vjatsjeslav Ivanenko (1961), snelwandelaar
- Slava Mogutin (1974), in New York gevestigd kunstenaar en schrijver
- Jelena Prochorowa (1978), wereldkampioene zevenkamp
- Roman Simakov (1984-2011), bokser
- Andreas Beck (1987), voetballer
- Artjom Nytsj (1995), wielrenner
- Jevgeni Grisjkovets, theaterregisseur, auteur en toneelspeler